# (7243) 1990 VV3
(7243) 1990 VV3 est un astéroïde de la ceinture principale découvert en 1990.

## Description
(7243) 1990 VV3 a été découvert le 12 novembre 1990 à Kushiro (Japon) par Seiji Ueda et Hiroshi Kaneda.

### Caractéristiques orbitales
L'orbite de cet astéroïde est caractérisée par un demi-grand axe de 2,23 UA, un périhélie de 2,07 UA, une excentricité de 0,07 et une inclinaison de 1,94° par rapport à l'écliptique. Du fait de ces caractéristiques, à savoir un demi-grand axe compris entre 2 et 3,2 UA et un périhélie supérieur à 1,666 UA, il est classé, selon la JPL Small-Body Database, comme objet de la ceinture principale.

### Caractéristiques physiques
(7243) 1990 VV3 a une magnitude absolue (H) de 13,8 et un albédo estimé à 0,361.